# Supercoppa svizzera (pallacanestro) 2021
La Supercoppa svizzera 2021 fu la 7ª edizione di Supercoppa svizzera di pallacanestro maschile.
Si tenne il 2 ottobre 2021 presso il Site Sportif St. Léonard tra i detentori del campionato del Fribourg Olympic e Lions de Genève detentrice della coppa nazionale.

## Tabellino
| Arbitri: | Markos Michaelides Massimo Tagliabue Bosko Stojcev |

|                                    |            |                                   |
| Janković 20 Cotture 12 Mitchell 11 | Punti      | 12 Suggs 12 Milenković 12 Zeković |
| Mitchell 4                         | Assist     | 3 Portannese, Zeković             |
| Janković 9                         | Rimbalzi   | 5 Portannese                      |
| Petar Aleksić                      | Allenatori | Andrej Štimac                     |

| Quintetto titolare | Quintetto titolare | Quintetto titolare | Pt | Rim | Ass |
| ------------------ | ------------------ | ------------------ | -- | --- | --- |
| P                  | 3                  | Kwamain Mitchell   | 11 | 1   | 4   |
| G                  | 0                  | Boris Mbala        | 7  | 1   | 1   |
| A                  | 99                 | Natan Jurkovitz    | 5  | 5   | 2   |
| A                  | 5                  | Slobodan Miljanić  | 11 | 2   | 3   |
| AC                 | 0                  | Arnaud Cotture     | 12 | 6   | 1   |
| Panchina:          |                    |                    |    |     |     |
| AP                 | 2                  | Quincy Diggs       | 6  | 2   | 0   |
| C                  | 4                  | Miloš Janković     | 20 | 9   | 1   |
| A                  | 6                  | Paul Gravet        | 10 | 4   | 0   |
| P                  | 21                 | Yuri Solcà         | 8  | 0   | 1   |
| P                  | 13                 | Robert Zinn        | 3  | 0   | 3   |
| P                  | 27                 | Joanis Maquiesse   | 2  | 0   | 1   |
| G                  | 17                 | Vigdon Memishi     | 0  | 0   | 0   |
| Allenatore:        |                    |                    |    |     |     |
| Petar Aleksić      |                    |                    |    |     |     |

| Fribourg Olympic |  | Lions de Genève |

| Fribourg Olympic | Statistiche        | Lions de Genève |
| ---------------- | ------------------ | --------------- |
|                  | Statistiche        |                 |
| 22/37 (59.5%%)   | Tiro da 2          | 17/33 (51.5%)   |
| 9/23 (39.1%)     | Tiro da 3          | 3/16 (18.8%)    |
| 22/28 (78.6%)    | Tiri liberi        | 19/31 (61.3%)   |
| 9                | Rimbalzi offensivi | 6               |
| 24               | Rimbalzi difensivi | 14              |
| 33               | Rimbalzi totali    | 20              |
| 17               | Assist             | 10              |
| 12               | Palle perse        | 17              |
| 10               | Palle rubate       | 5               |
| 1                | Stoppate           | 0               |
| 26               | Falli              | 26              |

| Quintetto titolare | Quintetto titolare | Quintetto titolare | Pt | Rim | Ass |
| ------------------ | ------------------ | ------------------ | -- | --- | --- |
| GA                 | 11                 | Marco Portannese   | 5  | 5   | 3   |
| GA                 | 2                  | Scott Suggs        | 12 | 2   | 0   |
| GA                 | 0                  | Thomas Jurkovitz   | 7  | 2   | 1   |
| AG                 | 34                 | Brandon Kuba       | 7  | 2   | 0   |
| AC                 | 27                 | Dragan Zeković     | 12 | 2   | 3   |
| Panchina:          |                    |                    |    |     |     |
| P                  | 1                  | Mohamed Chabouh    | 4  | 0   | 0   |
| A                  | 4                  | Kevin Monteiro     | 1  | 3   | 0   |
| GA                 | 8                  | Vid Milenković     | 12 | 2   | 2   |
| C                  | 13                 | Eric Adams         | 2  | 0   | 1   |
| PG                 | 88                 | Justin Solioz      | 0  | 2   | 0   |
| PG                 | 10                 | Augustin Lacroix   | 0  | 0   | 0   |
| Allenatore:        |                    |                    |    |     |     |
| Andrej Štimac      |                    |                    |    |     |     |

| Supercup 2021              |
| -------------------------- |
| Fribourg Olympic 3º titolo |